# Henri Duflot
Pour le personnage de fiction, voir Le Bureau des légendes#Distribution.
Pour les articles homonymes, voir Duflot.
Henri Duflot, né le 27 novembre 1907 à Lens et décédé le 13 février 1972 à Argoules, est un homme politique français.

## Vie publique: résistance et carrière politique
Parcours professionnel et divers
- Docteur en médecine (oto-rhino-laryngologie).
- Responsable départemental de l’Organisation Civile et Militaire (OCM)[1],[2]
- Ancien déporté de la Résistance[3],[4] : membre du conseil d'administration de l'amicale des déportés politiques et de résistance d'Ellrich[5].
- Membre du conseil de gérance du journal la Voix du Nord : élu en 1950[6].

Mandats et fonctions
- Tendance : UNR UDT / RPF.
- Conseiller municipal d'Arras (octobre 1947 à mars 1959).
- Conseiller général du canton d'Arras-Sud (mars 1949 à juin 1961).
- Député de la 2e circonscription du Pas-de-Calais (9 décembre 1958 au 2 avril 1967).

Candidatures
- Élections municipales d'Arras[7] : tête de liste des radicaux gaullistes en 1947[8].
- Élections au conseil général du canton d’Arras-sud en 1949 sous l’étiquette RPF, avant d’être réélu en 1955 en tant que candidat républicain d’union[8].
- Élections législatives de 1956 : candidat de la Liste d’union des républicains indépendants et paysans (présentée par le centre national des indépendants des paysans et d’action républicaine et sociale, par le groupement national des indépendants d’action démocratique et paysanne) dans la 2e circonscription du Pas-de-Calais (Arras-Béthune)
- Élections législatives de 1962 : candidat titulaire de l’association pour le soutien de la Ve république dans la 2ecirconscription du Pas-de-Calais (suppléante Louise Pouillaude)
- Élections législatives de 1967 : candidat titulaire du comité d’action pour la Ve république dans la 2e circonscription du Pas-de-Calais (suppléant Jean Chambon)

## Origines et vie privée
Son enfance (à compléter)
Marié à Odette Leroy qui lui donnera 4 enfants (2 filles, 2 garçons).
Sa carrière de médecin
Son décès (à compléter)

## Postérité
Distinctions honorifiques
- Commandeur de la Légion d'honneur au titre de la résistance[9].
- Croix de guerre 1939-1945 avec citation : "Pionnier de la résistance artésienne, a fait sans cesse montre des plus belles vertus morales et patriotiques. Engagé au Bureau des opérations aériennes en mai 1943, a jusqu'à son arrestation, participé avec un zèle sans égal à toutes les missions dangereuses, a assuré deux parachutages et a pris part à deux missions d'importance capitale. Arrêté le 20 juillet 1943 et torturé, a fait preuve d'un cran et d'une dignité remarquables. Par son mutisme absolu, a assuré la sauvegarde des organisations auxquelles il appartenait"[10].
- Croix de combattant volontaire 1939-1945.

Ouvrages
(à compléter)
Ne pas confondre fiction et réalité
- Un personnage de la série télévisée Le Bureau des légendes est nommé Henri Duflot. C'est un homonyme et un personnage de fiction.